# Culpeper
Culpeper é uma cidade  localizada no estado norte-americano de Virginia, no Condado de Culpeper.

## Demografia
Segundo o censo norte-americano de 2000, a sua população era de 9664 habitantes.
Em 2006, foi estimada uma população de 13.011, um aumento de 3347 (34.6%).

## Geografia
De acordo com o United States Census Bureau tem uma área de
17,5 km², dos quais 17,4 km² cobertos por terra e 0,1 km² cobertos por água.

## Localidades na vizinhança
O diagrama seguinte representa as localidades num raio de 36 km ao redor de Culpeper.